# Distretto di Runzhou
Il distretto di Runzhou (润州区S, Rùnzhōu QūP) è un distretto della Cina, situato nella provincia di Jiangsu e amministrato dalla prefettura di Zhenjiang.